# Опкољени
Опкољени је српски филм из 2022. године у режији Милослава Самарџића. Филм је заснован на истинитом догађају. Премијера је одржана 13. априла 2022. године у Комбанк дворани.

## Радња
Србија, јесен 1942. године. Бројне есесовске јединице претресају терен у потрази за четницима. Четници примењују герилску тактику: растурају се у мање формације и одлазе дубље у планине. Међутим, уз помоћ једног издајника одред од 200 есесоваца сазнаје где се налази поручник Никола Калабић, командант Горске краљеве гарде, са још тројицом четника. Креће потера и четници су опкољени. Недићева Специјална полиција одводи део Калабићеве породице у логор, док им његов 12-годишњи син, као и супруга беже. Да ли ће појачање Калабићу стићи на време? Да ли постоји излаз када 200 војника опколи њих четворицу? Како сачувати присебност у таквој ситуацији?

## Улоге
| Глумац                    | Улога                 |
| ------------------------- | --------------------- |
| Борко Брајовић            | Никола Калабић        |
| Саша Станковић            | Капетан               |
| Мирослав Хуђец            | Благоје Сремац        |
| Никола Бијанић            | Пушкомитраљезац Јован |
| СС капетан                | Стефан Јосић          |
| СС поручник               | Никола Дрмончић       |
| СС подофицир              | Ненад Петровић        |
| СС потпоручник Вирзих     | Ненад Вулевић         |
| Немачки агент             | Ђорђе Ђоковић         |
| Наредник Раде             | Александар Јеленић    |
| Четник Марко              | Предраг Јовановић     |
| Потпоручник Живорад Мишић | Предраг Васовић       |